# Dustin Brown (tenisista)
Dustin Brown (ur. 8 grudnia 1984 w Celle) – jamajski tenisista, który w latach 2010–2022 bronił barw Niemiec, reprezentant kraju w Pucharze Davisa, olimpijczyk z Rio de Janeiro (2016).

## Kariera tenisowa
W gronie profesjonalistów od 2002 roku.
Występując już jako zawodowiec, wygrał 8 turniejów rangi ATP Challenger Tour w grze pojedynczej.
W grze podwójnej we wrześniu 2010 roku Brown zwyciężył wspólnie z Rogierem Wassenem w turnieju w Metzu oraz w kwietniu 2012 roku w parze z Paulem Hanleyem w Casablance. Ponadto osiągnął 4 finały w rozgrywkach deblowych kategorii ATP World Tour.
W Pucharze Davisa reprezentował Jamajkę w roku 2003, rozgrywając 8 pojedynków – 7 wygrał (4 w singlu i 3 w deblu) oraz przegrał 1 mecz singlowy. W 2015 roku wystąpił w przegranym meczu singlowym w barwach reprezentacji Niemiec.
W 2016 roku zagrał na igrzyskach olimpijskich w Rio de Janeiro, odpadając z turnieju singlowego w 1. rundzie.
Najwyżej sklasyfikowany w rankingu ATP singlistów był na 64. miejscu (10 października 2016), a w rankingu deblistów na 43. pozycji (14 maja 2012).

### Finały w turniejach ATP World Tour
| Legenda                                      |
| -------------------------------------------- |
| Wielki Szlem                                 |
| Igrzyska olimpijskie                         |
| Tennis Masters Cup / ATP Finals              |
| ATP Masters Series / ATP Tour Masters 1000   |
| ATP International Series Gold / ATP Tour 500 |
| ATP International Series / ATP Tour 250      |

#### Gra podwójna (2–4)
| Końcowy wynik | Nr | Data             | Turniej    | Nawierzchnia  | Partner            | Przeciwnicy                          | Wynik finału       |
| ------------- | -- | ---------------- | ---------- | ------------- | ------------------ | ------------------------------------ | ------------------ |
| Zwycięzca     | 1. | 26 września 2010 | Metz       | Twarda (hala) | Rogier Wassen      | Marcelo Melo Bruno Soares            | 6:3, 6:3           |
| Finalista     | 1. | 26 lutego 2012   | Marsylia   | Twarda (hala) | Jo-Wilfried Tsonga | Nicolas Mahut Édouard Roger-Vasselin | 6:3, 3:6, 6–10     |
| Zwycięzca     | 2. | 15 kwietnia 2012 | Casablanca | Ceglana       | Paul Hanley        | Daniele Bracciali Fabio Fognini      | 7:5, 6:3           |
| Finalista     | 2. | 28 lipca 2012    | Kitzbühel  | Ceglana       | Paul Hanley        | František Čermák Julian Knowle       | 6:7(4), 6:3, 10–12 |
| Finalista     | 3. | 14 kwietnia 2013 | Casablanca | Ceglana       | Christopher Kas    | Julian Knowle Filip Polášek          | 3:6, 2:6           |
| Finalista     | 4. | 16 kwietnia 2017 | Houston    | Ceglana       | Frances Tiafoe     | Julio Peralta Horacio Zeballos       | 6:4, 5:7, 6–10     |